# Akademik Tcherski
L’Akademik Tcherski (en russe : Академик Черский) (en allemand : Akademik Cherskiy) est un navire de pose de tuyaux par grue combinant les fonctions de navire-grue et de navire poseur de canalisations. Il est propriété de la flotte de OOO Gazprom filiale à 100 % de l'entreprise PAO Gazprom.
Ce navire est l'un de ceux cités par Vladimir Poutine qui serait capable de se substituer à celui de l'entreprise suisse Allseas. Celle-ci a suspendu sa participation au projet de Nord Stream 2 en mer Baltique après la signature par Donald Trump de la lettre annonçant des sanctions contre les entreprises participant au projet de construction du second gazoduc entre la Russie et l'Allemagne,,.

## Histoire
À l'origine, le navire a été équipé en 2007 en Chine au chantier naval de la compagnie Jiangsu Hantong Ship Heavy Industry à Tongzhou pour répondre à une commande de la compagnie Sea Trucks Group Limited. Le projet a été développé par la société norvégienne Vik-Sandvik. Le nom d'origine du navire était Jascon-18. En juin 2011, le Jascon-18 est arrivé au chantier naval Kwong-Soon shipyard à Singapour pour être achevé. En décembre 2015, le navire a été acheté par la filiale singapourienne de la société russe «Mejregiontrouboprovodstroi» (MRTS). Pour l'achat du navire, la société a obtenu un prêt d'un milliard de dollars US auprès de Gazprombank . En janvier 2016, le navire a été arrêté à Singapour dans le cadre d'une action en justice intentée par un chantier naval pour non paiement complet du prix de la construction. Après la résolution du litige, en juin 2016, il est entré à l'actif de la flotte de OOO Gazprom flotte,, qui l'a rebaptisé Akademik Tcherski (en l'honneur de l'académicien Nikolaï Tcherski (ru) de l'Académie des sciences de Russie) (antérieurement de l'URSS). Jusqu'en août 2017, le navire se trouve dans le port indonésien de Batam, puis il est conduit en fédération de Russie. Durant la période de mars à mai 2018, les opérateurs de grues du navire Akademik Tcherski ont été formés aux cours de l'Offshore Crane Operator Stage 1, 2 au centre de formation de la société Sparrows FZE (Moussafax, Abou Dabi). En vue de pouvoir utiliser le navire pour le développement du gisement de gaz russe de Kirin en Mer d'Okhotsk (île Sakhaline), il est décidé de procéder à sa modernisation. Le contrat pour la modernisation a été attribué à ООО RIF -Terminal (société d'ingénierie de Moscou). Le coût des travaux s'élèvera à 813 763 millions de roubles réalisés au chantier naval de Nakhodka et ils devront ëtre achevé pour le 31 mai 2019.
Au 1er janvier 2020, le navire n'est pas prêt à être utilisé comme navire poseur de canalisations, car il ne dispose pas encore du matériel de soudage et d'installation nécessaire.
À la fin du mois de décembre 2019, Gazprom flotte a lancé un appel d'offres pour l'installation du matériel de soudage et d'installation nécessaire КМТУС. Le coût estimé des travaux est de 873,5 millions de roubles. Le résultat de l'appel d'offre devant être examiné le 22 janvier 2020, mais le délai de réception des offres a été reporté au 30 janvier 2020.
Au début du mois de mars 2020, l'  Akademik Tcherski  traverse une partie de l'Océan Pacifique et de l'Océan Indien en direction de la Mer Baltique pour que soient terminées les réparations et la mise à niveau afin qu'il entre en service pour l'achèvement du projet Nord Stream 2. Sur certaines parties du parcours le navire est protégé par des navires de guerre de la Marine russe. À la fin du mois de mars 2020 il se trouve le long des côtes sud-ouest de l'Afrique. Il passe par Suez qu'il quitte le 6 avril pour se diriger vers Las Palmas. Le 20 avril 2020 le navire est signalé comme retournant vers l'Égypte (Port-Saïd) après être passé par Las Palmas dans les Îles Canaries
Le 3 mai 2020, il est signalé à proximité de Kaliningrad, exclave territoriale de la fédération de Russie. Le 4 et le 5 mai il est à l'ancre à quelques milles de l'entrée du port.
Le 7 mai 2020, le navire-grue lève l'ancre et prend comme destination Mukran (Sassnitz), le port de la ville de Sassnitz en Poméranie-Occidentale-Rügen (Allemagne). Ce port est situé à une quarantaine de milles au nord de la commune de Lubmin, dans la baie de Greifswald où est prévue l'arrivée du Gazoduc de  Nord Stream 2 en provenance initiale d'Oust-Louga en Russie à 110 km de la ville de Saint-Pétersbourg. Le 9 mai 2020 l'Akademik Tcherski jette l'ancre à Mukran.
Le 31 mars 2021 le navire russe Akademik Tcherski Pipelaying arrive sur le chantier de construction de Nord Stream 2. Le navire est resté de nombreux mois stationné dans la mer Baltique dans la région de Kaliningrad en Russie où il était en maintenance. L'agence de presse russe TASS signale le 31 mars 2021 que le navire russe est sur place et va reprendre le projet de gazoduc Nord Stream 2 pour la Nord Stream 2 AG, société opérateur du projet.

## Sanctions américaines annoncées le19 mai 2021
Malgré la renonciation aux sanctions américaines à l'encontre du projet Nord Stream2 et de son directeur général allemand Matthias Warnig annoncée par le Secrétaire d'État Antony Blinken le 19 mai 2021, treize navires russes sont maintenant soumis aux sanctions en plus du Fortuna déjà soumis depuis le 19 janvier 2021. Il s'agit des navires :Akademik Tcherski, Issledovatel Baltiski, Spassatel Karev, Iouri Topchef, Vladislav Strijov, Artemis offshore, Bakhtemir, Finval, Kapitan Beklemichev, Mourman, Narval, Sivoutch, Oumka. Certains sont des navires poseurs de canalisations, des remorqueurs, d'autres des navires ravitailleurs en matériel (tubes de gazoduc) ou encore de transfert et relais des équipages en place sur le Fortuna. Ces sanctions permettront aux alliés des États-Unis de refuser l'accès de ces bateaux dans leurs ports, ce qui peut perturber la suite des opérations de pose du gazoduc en mer Baltique.

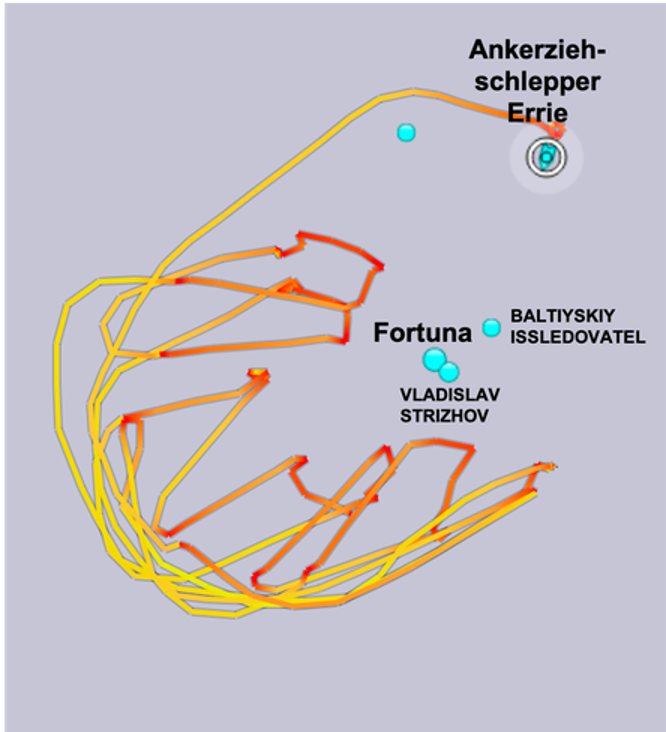
L'Issledovatel Baltiski et le Vladislav Strijov repris sur cette carte sont des remorqueurs permettant le positionnement du Fortuna. Ce dernier ne disposant pas d'un positionnement dynamique, le navire est positionné par douze treuils d'ancrage de 20 tonnes chacun posés par des remorqueurs. Photo du 4 octobre 2020

L'annonce le 21 juillet 2021 par Victoria Nuland, sous-Secrétaire d'État américaine, de l'accord sur le projet Nord Stream2 intervenu avec l'Allemagne, devrait permettre à l'Akademik Tcherski de poursuivre ses travaux sans risquer de sanctions et de terminer le projet gazier à la fin de l'été 2021.

## Caractéristiques techniques
- Capacité brute : 29 513 tonnes
- Capacité nette : 7 600 tonnes
- Poids : 11 890 tonnes
- Déplacement d'eau (été) : 30 146 tonnes
- Longueur : 150 mètres
- Largeur : 36,8 mètres (Maître-bau 38,5 mètres)
- Hauteur : 15,10 mètres
- Tirant d'eau : 6,3 mètres
- Vitesse : 12 nœuds
- Surface du pont : 1 800 m2 (charge : 5 tonnes/m2)
- Équipage (réglementaire) : 400 personnes
- Système de positionnement dynamique : DP3[8],[23]
- Grues :
  - Principale SWL 1200 т (33 м) + SWL 600 т (29 м) = SWL 1800 т (27 м)
  - Auxiliaire 2 х SWL 40 т (40 м)
- Système de pose des tuyaux — S-lay. Stinger ( flèche descendante ) deux pièces, longueur — 120 m[24]
- Vitesse de pose : jusqu'à cinq kilomètres par jour[25]
- Le diamètre des tuyauteries à poser est de 4 à 48 pouces et de 6 à 60 pouces compte tenu du revêtement en béton des tuyaux[26]
- Tendeurs (en anglais : Tensioners) — 3 х 200 T. La tension totale en tonne permet de poser le pipeline à une profondeur de 2,5 km[4],[23]